# Hypopterygium pinnatum
Hypopterygium pinnatum là một loài Rêu trong họ Hypopterygiaceae. Loài này được (Hampe) A. Jaeger mô tả khoa học đầu tiên năm 1876.